# مارك بودن (ملحن)
مارك بودن (بالإنجليزية: Mark Bowden)‏ هو ملحن بريطاني، ولد في 1979.

## وصلات خارجية
- الموقع الرسمي
- مارك بودن على موقع IMDb (الإنجليزية)
- مارك بودن على موقع ميوزك برينز (الإنجليزية)